# Liste von Persönlichkeiten der Stadt Donauwörth
Die folgende Liste führt Persönlichkeiten auf, die mit der Stadt Donauwörth in enger Verbindung stehen.

## Söhne und Töchter der Stadt
- 1291 Margareta Ebner, dominikanische Mystikerin
- ca. 1360 Ulrich Putsch, 1427–1437 Fürstbischof von Brixen
- 1499 Sebastian Franck, deutscher Chronist, Publizist, Geograf und Sprichwortsammler
- 1622 Stephan Kessler, Maler des Barock
- 1692 Maurus Baumharter, Benediktiner, Komponist und Schriftsteller
- 1712 Johann Andreas Fux, Orgelbauer (* 4. Dezember 1712 in Donauwörth; † 4. Mai 1772 ebenda)
- 1715 Matthäus Gogl, Augustiner-Chorherr und Propst von Stift Sankt Florian
- 1727 Roger von Ruttershausen, Jurist und Landrat
- 1730 Ernest Weinrauch, deutscher Benediktinerpater und Komponist
- 1749 Ignaz Hübner, Jurist, Mitglied der Bayerischen Akademie der Wissenschaften, gestorben 1815
- 1751 Lorenz Hübner, Ex-Jesuit und katholischer Publizist, seit 1799 Mitglied der Bayerischen Akademie der Wissenschaften, gestorben 1807 in München
- 1787 Carl Anton Dietrich, Brauer, Gutsbesitzer und bayerischer Landtagsabgeordneter
- 1792 Alois Dietrich, Brauer und bayerischer Landtagsabgeordneter
- 1807 Bernhard Grueber, Architekt, Architekturschriftsteller und Kunsthistoriker.
- 1838 Franz Hartmann, Theosoph, Freimaurer, Rosenkreuzer und Autor von esoterischen Werken
- 1848 Michael Deffner, Altphilologe und Direktor der griechischen Nationalbibliothek
- 1851 Heinrich Welzhofer, Historiker und Dramatiker
- 1859 Carl Bezold, Orientalist, Ordinarius an der Universität Heidelberg
- 1860 Wilhelm von Stengel, Kommunalpolitiker, Bezirksamtmann des Bezirksamts Starnberg
- 1861 Ferdinand Bonn, Schauspieler und Schriftsteller
- 1861 Heinrich Clostermeyer, Oberamtmann
- 1865 Karl von Unzner, Jurist und Präsident des Bayerischen Obersten Landesgerichts München
- 1868 Otto Speth, Verwaltungsjurist und Bezirksoberamtmann
- 1870 Centa Bré, Schauspielerin
- 1875 Konrad Reßler, Fotograf, von dem u. a. berühmte Porträtdarstellungen Bertolt Brechts stammen
- 1876 Hans Gasteiger, Politiker (SPD), Minister und Mitglied des Bayerischen Landtags in der Weimarer Republik
- 1897 Paul Weinzierl, Unternehmer und Politiker (NSDAP)
- 1900 Georg Ernst, niedergelassener Internist in Dresden-Weißer Hirsch und Verdienter Arzt des Volkes der DDR
- 1901 Werner Egk, Komponist, 1936 Olympiasieger in der Disziplin „Orchestermusik“ (geboren im heutigen Stadtteil Auchsesheim)
- 1902 Josef Hosp, Gewerkschafter (geboren im heutigen Stadtteil Zirgesheim)
- 1904(–1977) Franz Dirlmeier, Ordinarius für Klassische Philologie an der Ludwig-Maximilians-Universität München, dort u. a. maßgeblicher akademischer Lehrer von Franz Josef Strauß
- 1905 Pius Haugg, Gymnasiallehrer und Mitbegründer der CSU[1]
- 1907 Richard Knussert, Heimatforscher
- 1933 Meinhart H. Zenk, Ordinarius für Pharmazeutische Biologie an der LMU München
- 1936 Heinrich J. Völk, ab 1975 Direktor am Max-Planck-Institut für Kernphysik in Heidelberg
- 1940 Maria Goretti Böck, Generaloberin des Klosters St. Elisabeth in Neuburg an der Donau
- 1942 Werner Schnitzer, Schauspieler (unter anderem Jakob Hahne aus der ZDF-Krimiserie Siska)
- 1948 Manfred G. Schmidt, deutscher Politologe
- 1948 Rita Grosse-Ruyken, Goldschmiedekünstlerin und Bildhauerin
- 1949 Uli Waas, Autorin
- 1951 Götz Tangerding, Jazzpianist
- 1953 Georg Schmid, 2007–13 CSU-Fraktionsvorsitzender im Bayerischen Landtag (geboren im heutigen Stadtteil Berg)
- 1955 Maria Volk, Autorin
- 1957 Martin Kluger, Sachbuchautor
- 1957 Ludwig Kronthaler, langjähriger Kanzler der TU München, Richter am Bundesfinanzhof, seit 2010 Generalsekretär der Max-Planck-Gesellschaft
- 1959 Marianne Schlosser, Theologin, seit 2004 Ordinaria für Dogmatik an der Universität Wien
- 1960 Ralph Göpel, Autor von EDV-Büchern
- 1961 Jutta Stroszeck, klassische Archäologin
- 1968 Thomas Gabriel Brogl O.P., seit 2015 Provinzial der Österreichisch-Süddeutschen Provinz des Dominikanerordens
- 1968 Volker Hintermeier, deutscher Bühnenbildner
- 1968 Hans-Peter Trojek, deutscher Journalist
- 1971 Elke Seefried, Historikerin
- 1975 Jürgen Sorré, Oberbürgermeister von Donauwörth
- 1976 Florian Luderschmid, Regierungspräsident von Oberfranken
- 1977 Mitsch Oko, Musiker und Musikmanager
- 1979 Christian Volk, Politikwissenschaftler
- 1980 Carolin Hingst, deutsche Leichtathletin (Stabhochsprung)
- 1980 Manuela Stöberl, Kajak, Weltmeisterin 2012
- 1980 oder 1981 Martina Klement, Verwaltungsjuristin und politische Beamtin
- 1985 Andrea Hegen, Speerwerferin im Behindertensport
- 1987 Raoul Strohhäker, Schachspieler

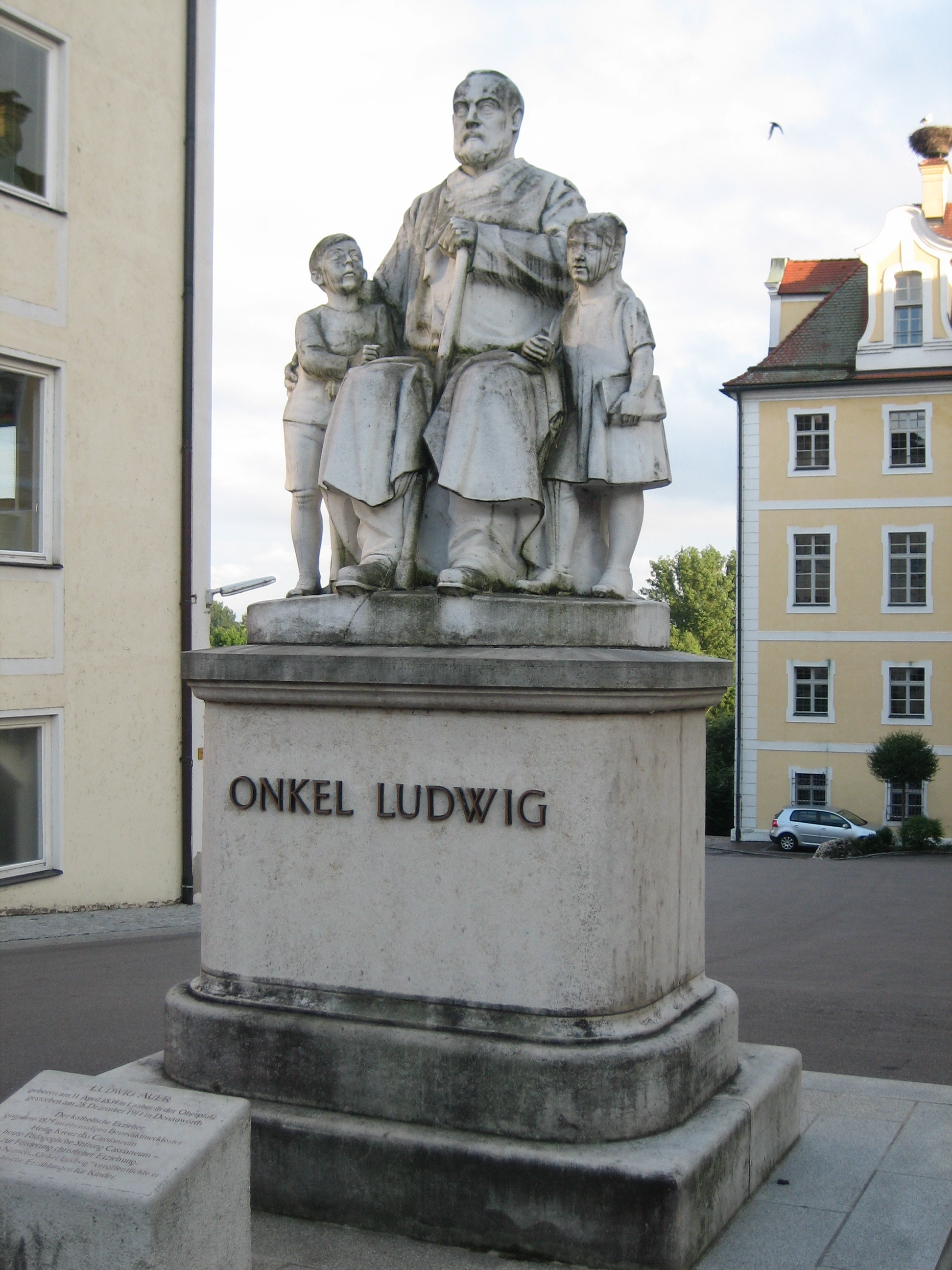
Denkmal für Ludwig Auer

- 1988 Veronika Eberle, Geigerin

## Personen mit Bezug zur Stadt
- 1136 Hugo von Liechtenstein, erstes urkundliches Mitglied der späteren Hochadelsfamilie, dessen Vorfahren aus Donauwörth kamen[2]
- 1197 Familie Nützel von Sündersbühl, tritt auf einem Zug von Kaiser Heinrich VI. nach Werd erstmals ins Licht der Geschichte
- 1256 Maria von Brabant (1226–1256), Opfer des (Justiz-)Mordes durch ihren Ehemann Ludwig den Strengen
- um 1455 Jakob von Linz, hebr. Jakow bar Jechiel (ca. 1435–1511), späterer Leibarzt von Friedrich III., zeitweise Chasan des Jüdischen Gemeinde zu Donauwörth
- 1475–1498 Georg Feierabend, in dieser Zeit Kaplan und Pfarrer in Donauwörth
- 1500 Kaiser Maximilian I., wurde bei einem Aufenthalt in Schwäbisch Werd die Nachricht von der Geburt seines Enkels Karl von Burgund überbracht, was er im Tanzhaus anschließend ausgiebig feierte
- 1518 durchquerte Martin Luther die Stadt, unmittelbar nachdem er infolge seiner Unterredung mit Kardinal Cajetan aus Augsburg geflüchtet war
- 1544 Wolfgang Musculus, hat die Reformation in Donauwörth – notabene nicht im Sinne Martin Luthers, sondern unter reformierten Vorzeichen
- 1545 Ottmar Stab, zeitweilig evangelischer Pfarrer in Donauwörth, später kurpfälzischer Hofprediger in Heidelberg
- 1606ff. Laurentius von Brindisi, Kapuziner und Apologet der Expeditio Thonawerdana Maximilians I. von Bayern[3]
- 1672ff. Johann Kasimir Röls, späterer Weihbischof in Augsburg
- 1704 August Ferdinand von Braunschweig-Wolfenbüttel-Bevern, am 2. Juli d. J. in der Schlacht am Schellenberg gefallen
- 1704 Hermann Otto II. von Limburg-Styrum, am 9. Juli d. J. infolge derselben Schlacht zu Tode gekommen
- 1725 Johann Baptist Enderle, deutscher Barockmaler
- 1738 Johann Georg Fux, Orgelbauer, geboren 1651, stirbt in Donauwörth
- 1745 Roman Christoph von Bauer, Ritter von Heppenstein (1676–1765), Pflegskommissär in Donauwörth und Schwiegervater des Wiguläus von Kreittmayr
- 1763 Jacob Hochbrucker, geb. 1673 in Mindelheim, Erfinder der Pedalharfe, seit 1699 in Donauwörth ansässig und dort auch gestorben
- 1764 Joseph II., stieg auf der Rückreise von seiner Krönung zum König zu Germanien in Frankfurt am Main nach Wien am Donauwörther Hafen mit seinem Gefolge auf Schiffe um
- 1764–1770 Joseph von Weber, Theologe, Philosoph und Naturwissenschaftler, Ordinarius an den Universitäten Dillingen an der Donau, Ingolstadt und Landshut, besuchte in jenen Jahren die Lateinschule der Benediktiner von Heilig Kreuz
- 1765 Joseph Leitkrath (1738–1811), Rokoko-Maler und -Freskant ließ sich in der Stadt nieder
- 1772 Pierre Michel d’Ixnard, Baumeister des Deutschordenshauses
- 1795 Franz Xaver von Predl, bayerischer Adeliger und Offizier, Direktor der Bayerischen Armee-Veteranen-Anstalt und Platzkommandant von Donauwörth 1859–1866
- 1839 Ludwig Auer, Volksschullehrer, Verleger, Unternehmer
- 1863 Leonhard Kleiber, Militärkapellmeister und Komponist, geboren in Mertingen, lebte von 1920 bis zu seinem Tod in Donauwörth
- 1883 Käthe Kruse, Puppenmacherin, Mutter des Schriftstellers Max Kruse.
- 1878 Karl Mayer, Bürgermeister von Donauwörth, Oberbürgermeister von Neuburg an der Donau und Richter in Entnazifizierungsverfahren.
- 1928 Franz Eirenschmalz, verurteilter Kriegsverbrecher, war im fraglichen Jahr als Bauleiter in Donauwörth tätig.
- 1940 Melanie Faltlhauser, gebürtige Donauwörtherin, brachte in jenem Jahr in München-Schwabing ihren Sohn Kurt Faltlhauser zur Welt
- 1943 Hans Leipelt, Mitglied der Weißen Rose
- 1945 Günther Lützow, prominenter Jagdflieger der deutschen Luftwaffe im Zweiten Weltkrieg, am 24. April d. J. bei Donauwörth vermisst
- 1948 Arno Breker, wurde – seit 1945 in Wemding wohnhaft – vor der Donauwörther Spruchkammer zum Mitläufer verurteilt
- 1949 Wilfried Scharnagl, späterer Chefredakteur des „Bayernkurier“, besuchte von diesem Jahr an das Gymnasium Donauwörth
- 1956 Ernst Freys, geb. 1863 in Fulda, Direktor an der Bayerischen Staatsbibliothek, in Donauwörth gestorben
- 1956/57 Johann Deisenhofer, Träger des Nobelpreises für Chemie 1988, besuchte die Knabenrealschule Heilig Kreuz
- 1967–2000 Helmut C. Walter, „Bildermacher“
- 1968 Helmut Grob, Profi-Tischtennisspieler
- 1990–1994 Ilse Aigner, war in dieser Zeit beschäftigt mit „Entwicklung von Systemtechnik für Hubschrauber“ bei Eurocopter[4]
- 2012 Bernd Meier, vormaliger Stammtorhüter des TSV 1860 München, in Donauwörth gestorben

## Ehrenbürger
- Andreas Mayr (1898–1975), Bürgermeister vor und nach 1945, ernannt 25. Januar 1968[5]
- Werner Egk (1901–1983), Komponist, Leiter in der NS-Reichsmusikkammer, Olympiasieger in Berlin 1936, ernannt 11. November 1971[5]
- Artur Proeller (1898–1983), ernannt 27. April 1978[5]
- Alfred Böswald (1931–2018), ernannt 7. Dezember 2001[5]